# أتووتر
أتواتير (بالإنجليزية: Atwater)‏ هي إحدى مدن مقاطعة ميرسيد، كاليفورنيا. تم إعطاءها لقب مدينة في 16 أغسطس، 1922 ويبلغ عدد سكانها 28168 نسمة وذلك حسب إحصائيات سنة 2010. يبلغ ارتفاع المدينة عن سطح البحر قرابة 46 متر. تبلغ مساحتها 15.788 كم².

## التركيبة السكانية
حدّد مكتب تعداد الولايات المتحدة بيانات التركيبة السكانية لأتووتر في تعداد الولايات المتحدة. في ما يلي، التركيبة السكانية حسب تعدادي 2000 و2010.

### تعداد عام 2000
بلغ عدد سكان أتووتر 23,113 نسمة بحسب تعداد عام 2000، وبلغ عدد الأسر 7,247 أسرة وعدد العائلات 5,670 عائلة مقيمة في المدينة. في حين سجلت الكثافة السكانية 1,358 نسمة لكل كيلومتر مربع (3,517.2/ميل2). وبلغ عدد الوحدات السكنية 8,114 وحدة بمتوسط كثافة قدره 476.7 لكل كيلومتر مربع (1,234.6/ميل2).
وتوزع التركيب العرقي للمدينة بنسبة 57.34% من البيض و4.99% من الأمريكيين الأفارقة و1.27% من الأمريكيين الأصليين و5.43% من الأمريكيين ذوي الأصول الآسيوية و0.36% من سكان جزر المحيط الهادئ و24.48% من الأعراق الأخرى و6.14% من عرقين مختلطين أو أكثر و41.51% من الهسبانيون أو اللاتينيون من أي عرق.
بلغ عدد الأسر 7,247 أسرة كانت نسبة 50.2% منها لديها أطفال تحت سن الثامنة عشر تعيش معهم، وبلغت نسبة الأزواج القاطنين مع بعضهم البعض 55.9% من أصل المجموع الكلي للأسر، ونسبة 16.3% من الأسر كان لديها معيلات من الإناث دون وجود شريك،  بينما كانت نسبة 6% من الأسر لديها معيلون من الذكور دون وجود شريكة وكانت نسبة 21.8% من غير العائلات. تألفت نسبة 17.6% من أصل جميع الأسر من عدة أفراد يعيشون في نفس المنزل ونسبة 6.9% كانت تتألف من شخص يعيش بمفرده يبلغ من العمر 65 عاماً أو أكثر. وبلغ متوسط حجم الأسرة المعيشية 3.15، أما متوسط حجم العائلات فبلغ 3.55.
بلغ العمر الوسطي للسكان 28.5 عاماً. وكانت نسبة 34.5% من القاطنين تحت سن الثامنة عشر، وكانت نسبة 9.8% بين الثامنة عشر والرابعة والعشرين عاماً، ونسبة 28.2% كانت واقعةً في الفئة العمرية ما بين الخامسة والعشرين والرابعة والأربعين عاماً، ونسبة 17.3% كانت ما بين الخامسة والأربعين والرابعة والستين، ونسبة 8.9% كانت ضمن فئة الخامسة والستين عاماً فما فوق. يوجد لكل 100 أنثى 94.9 ذكر، ويوجد لكل 100 أنثى في الثامنة عشر من عمرها فما فوق 90.8 ذكر.
بلغ متوسط دخل الأسرة في المدينة 37,344 دولارًا، أما متوسط دخل العائلة فبلغ 39,789 دولارًا. وكان متوسط دخل الذكور 32,983 دولارًا مقابل 22,450 دولارًا للإناث. وسجل دخل الفرد الخاص بالمدينة 15,162 دولارًا. وكانت نسبة 15.3% من العائلات ونسبة 18.7% من السكان تحت خط الفقر، وكان من هؤلاء نسبة 25.6% تحت سن الثامنة عشر ونسبة 5.3% في الخامسة والستين من العمر وما فوق.

### تعداد عام 2010
بلغ عدد سكان أتووتر 28,168 نسمة بحسب تعداد عام 2010، وبلغ عدد الأسر 8,838 أسرة وعدد العائلات 6,823 عائلة مقيمة في المدينة. في حين سجلت الكثافة السكانية 1,655 نسمة لكل كيلومتر مربع (4,286.4/ميل2). وبلغ عدد الوحدات السكنية 9,771 وحدة بمتوسط كثافة قدره 574.1 لكل كيلومتر مربع (1,486.9/ميل2).
وتوزع التركيب العرقي للمدينة بنسبة 65.36% من البيض و4.35% من الأمريكيين الأفارقة و1.29% من الأمريكيين الأصليين و5.03% من الأمريكيين ذوي الأصول الآسيوية و0.27% من سكان جزر المحيط الهادئ و18.82% من الأعراق الأخرى و4.89% من عرقين مختلطين أو أكثر و52.57% من الهسبانيون أو اللاتينيون من أي عرق.
بلغ عدد الأسر 8,838 أسرة كانت نسبة 48.1% منها لديها أطفال تحت سن الثامنة عشر تعيش معهم، وبلغت نسبة الأزواج القاطنين مع بعضهم البعض 52% من أصل المجموع الكلي للأسر، ونسبة 17.6% من الأسر كان لديها معيلات من الإناث دون وجود شريك،  بينما كانت نسبة 7.6% من الأسر لديها معيلون من الذكور دون وجود شريكة وكانت نسبة 22.8% من غير العائلات. تألفت نسبة 18.3% من أصل جميع الأسر من عدة أفراد يعيشون في نفس المنزل ونسبة 8.4% كانت تتألف من شخص يعيش بمفرده يبلغ من العمر 65 عاماً أو أكثر. وبلغ متوسط حجم الأسرة المعيشية 3.18، أما متوسط حجم العائلات فبلغ 3.61.
بلغ العمر الوسطي للسكان 30.0 عاماً. وكانت نسبة 32% من القاطنين تحت سن الثامنة عشر، وكانت نسبة 10.5% بين الثامنة عشر والرابعة والعشرين عاماً، ونسبة 26.6% كانت واقعةً في الفئة العمرية ما بين الخامسة والعشرين والرابعة والأربعين عاماً، ونسبة 20.4% كانت ما بين الخامسة والأربعين والرابعة والستين، ونسبة 10.4% كانت ضمن فئة الخامسة والستين عاماً فما فوق. وتوزع التركيب الجنسي للسكان بنسبة 48.9% ذكور و51.1% إناث.

## أعلام
- إيرل كوبر
- سيندي ديفيس
- دوغ جورج
- كيفن كينغ